# Nazaret (Lanzarote)
Nazaret ist ein Ort inmitten der zu Spanien gehörigen Kanareninsel Lanzarote. Er gehört zur Gemeinde Teguise und hat 970 Einwohner (Stand: 2011).

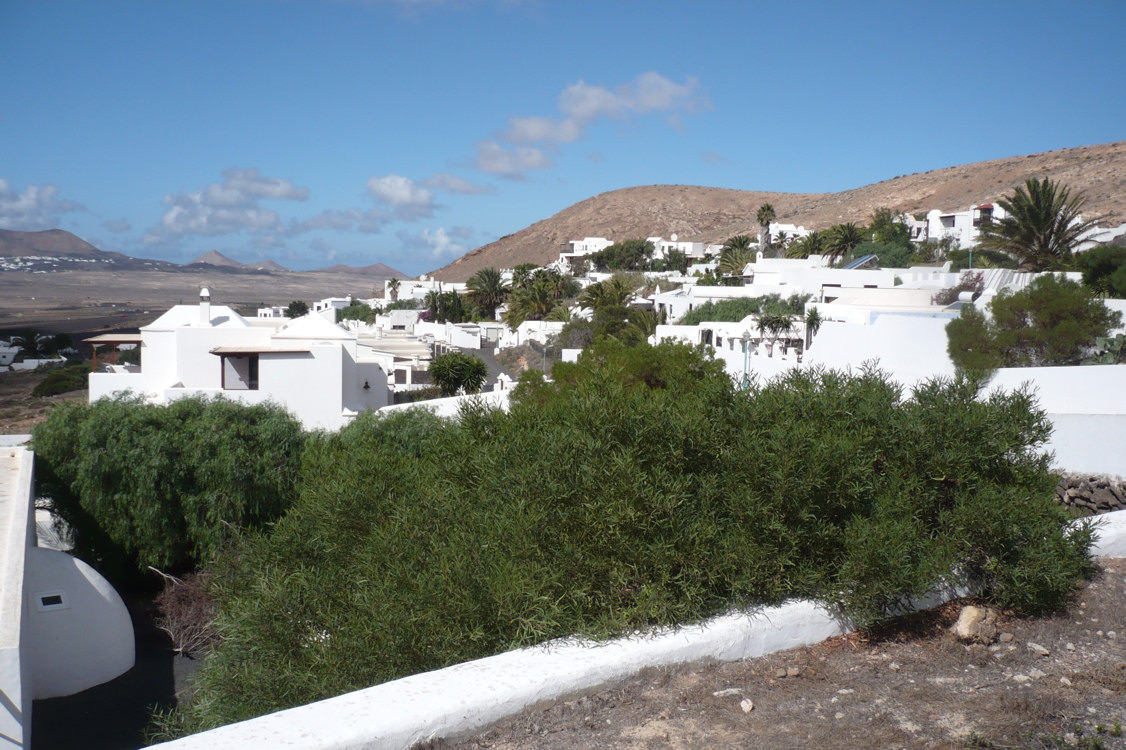
Nazaret, Blick nach Westen

Nazaret liegt etwa zwei Kilometer südlich der Gemeindehauptstadt Teguise und etwa neun Kilometer nördlich der Inselhauptstadt Arrecife. Dank der Weitsicht über eine große Fläche bis hin zur Ostküste und nach Arrecife hat sich Nazaret großenteils zu einem ausgesuchten Wohnort mit einigen Villen entwickelt.
Eine Sehenswürdigkeit in Nazaret ist das Lagomar. Es ist ein Anwesen, das der Künstler Jesús Soto, ein Freund César Manriques, in den frühen 1970er Jahren erschuf. Angeblich soll der Schauspieler Omar Sharif es erworben und in einem Bridge-Spiel während Dreharbeiten auf der Insel wieder verloren haben. Gewohnt hat er dort nie. Das heute zu besichtigende Gelände, in einen ehemaligen Steinbruch integriert, besteht aus dem Casa Omar Sharif, einem Teich mit Brunnen, einem Restaurant und einer Jazzbar, verbunden durch weiße Tunnel und enge Wege mit schönen Aussichten. Manriques Stil ist unverkennbar. Seit Ende der 2000er Jahre ist das angrenzende Museo Lagomar eröffnet. Seitdem ist das gesamte Anwesen nur durch Eintritt in dieses Museum zu besichtigen.